# 神戸市立狩場台小学校
神戸市立狩場台小学校（こうべしりつ かりばだいしょうがっこう）は兵庫県神戸市西区にある公立の小学校である。

## 概要

### 沿革
- 1985年 - 神戸市立糀台小学校より分離開校。

### 児童数
1992年に1125名を記録して以来減少している。地域住民の高齢化やそれに伴う出生数の減少等の理由が考えられる。

## 学校行事
5月下旬または6月上旬に運動会が行われる。11月上旬に音楽会が行われる。

## 校区
出典
- 神戸市西区
  - 狩場台（1 - 5丁目）

## 校区周辺
- 狩場台公園
- 狩場台児童館

## 卒業後の進路
- 神戸市立櫨谷中学校

## 交通
- 神戸市バス 24系統「狩場台小学校前」より

## 通学区域が隣接している学校
- 神戸市立糀台小学校
- 神戸市立櫨谷小学校
- 神戸市立高和小学校